# ستيفن لويس (منافس ألعاب قوى)
ستيفن لويس (بالإنجليزية: Steven Lewis) هو منافس ألعاب قوى بريطاني، ولد في 20 مايو 1986 في ستوك أون ترينت في المملكة المتحدة.

## وصلات خارجية
- ستيفن لويس على موقع الاتحاد الدولي لألعاب القوى (الإنجليزية)
- ستيفن لويس على موقع ThePowerOf10.info (الإنجليزية)
- ستيفن لويس على موقع أوليمبيديا (الإنجليزية)
- ستيفن لويس على موقع اللجنة الأولمبية البريطانية (الإنجليزية)
- ستيفن لويس على موقع اتحاد ألعاب الكومنولث (مؤرشف) (الإنجليزية)